# 매화수
매화수는 진로에서 만든 술로, 매실을 이용한 과실주이다. 매실을 숙성시킨 후, 그 원액을 이용하는데, 매실 원액 80%와 과실원주 20%를 적절히 배합하여 만든 술이다. 도수는 12도 정도로, 소주가 18도인것을 감안한다면 적은 도수를 가지고 있음을 알 수 있다.
적은 도수에 알코올 맛이 적어 여성들이 주로 찾는 술이다. 콜라랑 섞어먹으면 음료수같다.